# Stenolophus quadricollis
Stenolophus quadricollis är en skalbaggsart som beskrevs av Thomas Casey. Stenolophus quadricollis ingår i släktet Stenolophus och familjen jordlöpare. Inga underarter finns listade i Catalogue of Life.